# Vamp (deutsche Band)
Vamp war der Name einer 1985 in Bonn gegründeten deutschen Hardrock-Band, die 1989 ihr einziges Album, The Rich Don’t Rock, bei Atlantic Records veröffentlichte. Die Gruppe bestand aus vier Musikern; Sänger Tom Bellini stammte aus den USA.

## Geschichte
Vamp wurde 1985 von Ricolf Cross (mit bürgerlichen Namen Ricolf Krückel) als Gitarrist, Oliver Scholz (Bassist) und Dicki Fliszar (Schlagzeug) in Bonn gegründet und im und Oktober 1986 mit dem damals noch in Stuttgart stationierten und aus New York stammenden US-Amerikaner Tom Bellini (Gesang) komplettiert. Die Gruppe nahm Wochen später ein Demoband auf, das die Stücke Lonely Nights, What About Love, Wasted Time und Down And Dirty enthielt.
Fachpresse und Plattenfirmen wurden schnell aufmerksam. So schrieb das Magazin Crash, Vamp schieße „in die Ami-Schiene nach Art von Bon Jovi, Dokken etc. Der sehr eingängige Heavyrock, versehen mit viel Chorgesang,“ sei „für deutsche Verhältnisse sehr professionell aufgezogen“. Der Rezensent zeigte sich jedoch skeptisch, ob „die Gruppe mit ihrem US-Heavyrock genügend Anklang“ finden werde, denn „mit Ausnahme des sehr guten Sängers“ scheine „dem Rest der Band doch das gewisse Etwas zu fehlen, das man bei den US-Bands sofort“ verspüre. Ansonsten sei das Demo „nicht schlecht.“ Metal Hammer meinte, in Deutschland gebe es „doch tatsächlich eine Kommerzband amerikanischen Musters, die den Yankees Ratt, Bon Jovi und W.A.S.P. in nichts“ nachstehe – „sowohl musikalisch wie auch optisch“. Ein Kollege des Rezensenten habe nach dem Anhören des Demos spontan „auf eine neue Kombo aus Los Angeles getippt, die auf dem Sprung nach oben“ sei, das „sage im Grunde alles über Vamp“. Einige „namhafte Labels“ hätten „bereits Interesse an der Band bekundet, sodass die erste LP-Produktion wohl nicht mehr lange auf sich warten lassen“ werde. Malcolm Dome fasste die erste Bewertung über die Band für das Magazin Kerrang mit den Worten zusammen: „Remember the name…check out the music!“ (sinngemäß: „Merke dir den Namen … hör dir die Musik an!“).
Vamp erhielt 1987 einen Plattenvertrag beim US-amerikanischen Majorlabel Atlantic Records. Ihr Debütalbum nahm die Band unter der Regie des Produzenten Tony Platt, der bereits als Toningenieur für Led Zeppelin und AC/DC gearbeitet hatte, in den Wisseloord Studios in Hilversum (Niederlande) und im Point Studio in London (Großbritannien) auf.
Im Frühjahr 1988 spielte Vamp als Vorgruppe von White Lion auf deren Deutschland-Tournee, wurde auf den Konzertplakaten jedoch nicht angekündigt. Nur einen Monat später ersetzte die Gruppe, die ursprünglich nur beim Konzert in der heimatlichen Bisquithalle in Bonn spielen sollte, die britische Thrash-Metal-Band Sabbat als Support auf der Tournee von U.D.O.
Das Album The Rich Don’t Rock erschien im September 1989 und erhielt positive Kritiken. Weltweit wurden ca. 30.000 Einheiten verkauft. Die Band trat beim deutschen TV-Sender Tele 5 in der Sendung „Hard & Heavy“ auf, wo sie das Titellied vortrug. 1989 bekam die Gruppe Gelegenheit, ihr Album im Vorprogramm der Europa-Tournee von Bonfire vorzustellen.
Die Verkaufszahlen des Albums reichten Atlantic Records nicht aus, und Vamp verlor den Plattenvertrag, die Band löste sich 1990 auf. Dickie Fliszar erhielt das Angebot, auf der Tattoed Millionaire-Tournee für Bruce Dickinson zu spielen, und nahm es an. Später war er Gründungsmitglied der britischen Rockband Skin. Ricolf Krückel erlernte am SAE Institute den Beruf des Toningenieurs und gründete ein Tonstudio in Andernach.
Neuauflage des Albums
Im Januar 2013 gab die Plattenfirma Divebomb Records bekannt, dass sie das Album in einer Deluxe-Variante neu aufgelegt habe. Die Neuauflage wurde von Gitarrist Ricolf Krückel remastered, das Album um verschiedene Bonustracks erweitert. Auf einer zweiten CD waren sieben professionell produzierte Demoaufnahmen der Titel von The Rich Don’t Rock, sowie acht vom nie veröffentlichten zweiten Vamp-Album, One Smack Killer, enthalten.
Die von Ricolf Cross angestrebte Wiedervereinigung der Band scheiterte durch seinen Tod, er verstarb unerwartet am 3. Januar 2015.

## Diskografie

### Alben
- 1989: The Rich Don’t Rock

### Singles
- 1989: The Rich Don’t Rock
- 1989: Heartbrake, Heartache (Promo)